# 早岐瀬戸

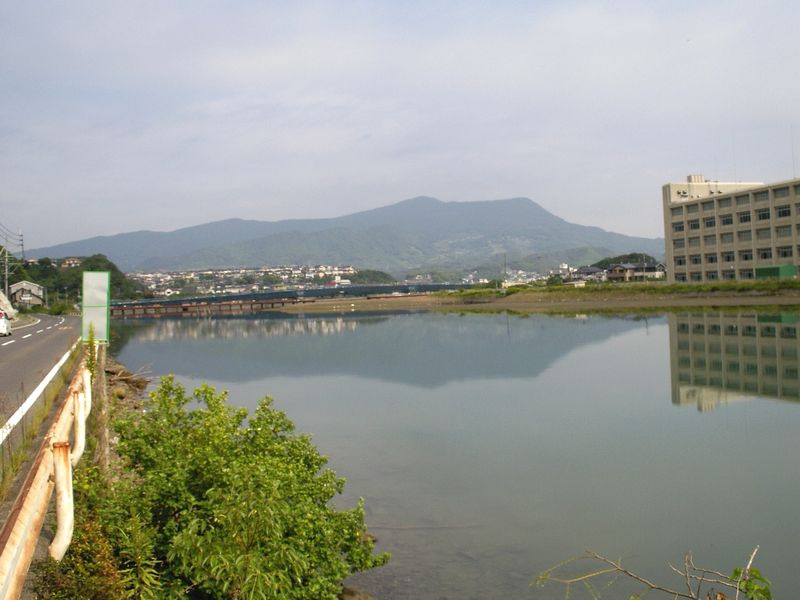
早岐瀬戸

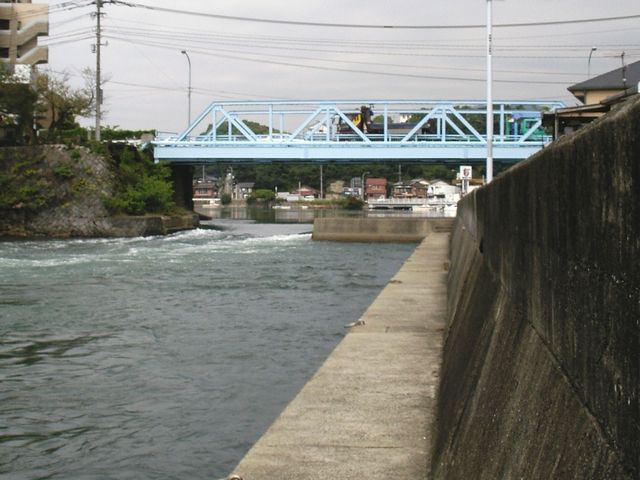
観潮橋

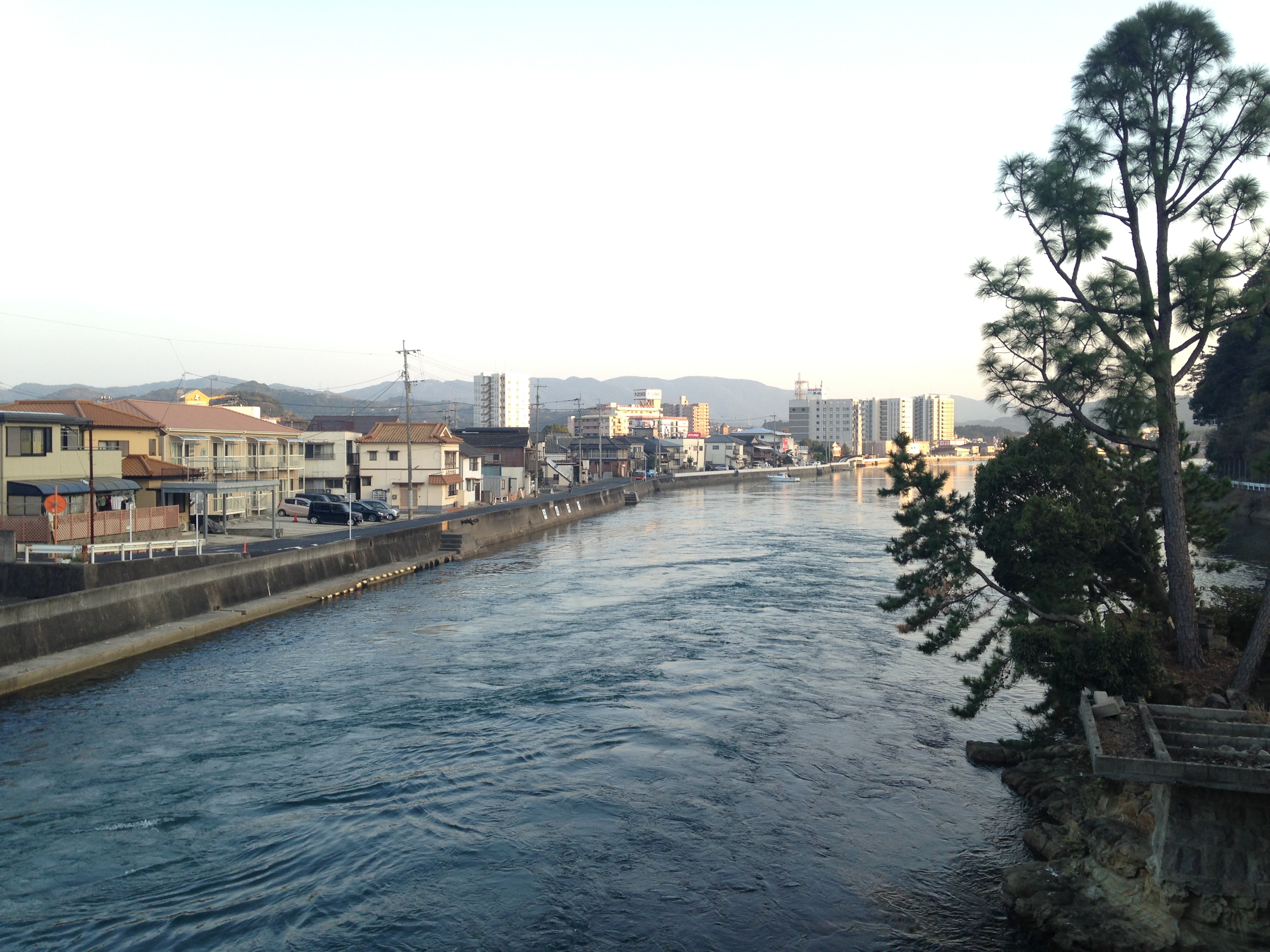
観潮橋から望む早岐瀬戸

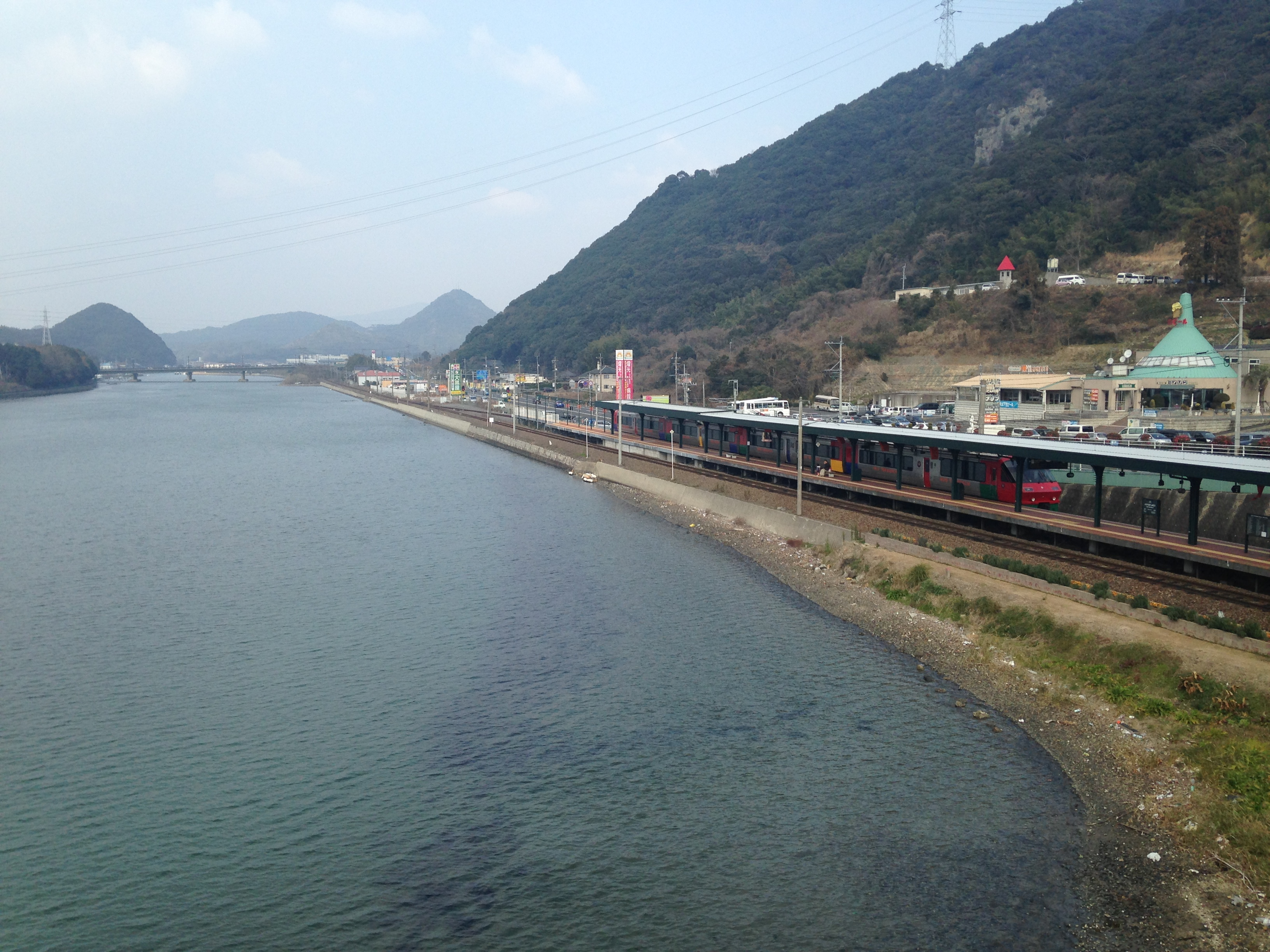
早岐瀬戸とハウステンボス駅のホーム

早岐瀬戸周辺の空中写真（2014年5月6日撮影の12枚を合成作成）

早岐瀬戸（はいきせと）は、長崎県の大村湾と佐世保湾を繋ぐ瀬戸。大村湾と佐世保湾を繋ぐ瀬戸は早岐瀬戸と針尾瀬戸の二つだけである。古来よりワカメ漁と早岐茶市が、2010年頃よりカヤックでの「早岐ウェーブ」が有名。古名は「速来門（はやきのと）」。

## 概要
佐世保市東部にあり、早岐地域市街と針尾島に挟まれた長さ約11kmの水路が南北に通じている。幅員が平均125mと狭いこと、水深は全域で4m前後と浅いこと、観潮橋を始めとした桁下の低い橋梁があること等の要因のため、大型船舶は航行できない。この瀬戸の大村湾寄りの針尾島側にハウステンボスが所在する。
観潮橋は瀬戸の幅員が10mほどに狭まった箇所に設けられており、その名の通り観潮橋直下では干満に応じた潮の流れが観察できる。現在の橋は2代目で、初代の観潮橋は帆船の航行を可能とするために開閉橋であった。観潮橋は本土と針尾島を結ぶ唯一の橋だったために渋滞が激しかった。針尾海兵団（佐世保第3海兵団）・海軍兵学校針尾分校のために掛けられた針尾橋の改修と一般開放、針尾バイパスの開通による2本の橋の追加など改善策が取られたが、それでもラッシュ時の慢性的な渋滞は解消されていない。
そのため、佐世保市広田2丁目と有福町間に瀬戸中央橋が2009年4月に開通し、慢性的な混雑の解消が期待されている。
観潮橋直下では、カヤックの愛好家が「急流下り」を楽しむ姿も見られる。また観潮橋は映画『69 sixty nine』のロケ地の1つにもなっている。水深は浅く、早岐港は漁船のみが停泊する。干拓事業・工業団地整備事業が完了した今も、干潮時には干潟が現れる。このためリアス式海岸が大半を占める佐世保市の海岸では珍しく、砂浜・干潟特有の生態系が維持されている。大村湾の水質汚濁は激しいが、水深が浅く小規模ながら河川の流れ込みもあるために、むしろ早岐瀬戸の水質はよい(干潮時は底が見える事も)。水産資源としての価値はほとんどないが、多様な魚介類が生息しており、天然記念物の指定はないもののカブトガニも生息している。

## 歴史
「肥前国風土記」に「速来門（はやきのと）」の記述があり、速来津姫 が存在し、ワカメの産地である旨が添えられている。この速来門が早岐瀬戸ではないかと推測されている。
大村純忠と松浦鎮信の最終決戦となった1586年（天正14年）の合戦の際、堅固な広田城を迂回するために大村勢は早岐から上陸して井手平城を落城させた。しかし帰路に広田城を包囲したものの、今度は松浦勢の逆上陸によって壊滅し、一時遁走している。
江戸時代の干拓事業によって、瀬戸の幅はほぼ均等化された。干拓地には北から糸繰新田（東部クリーンセンター一帯）、大塔新田（ジャスコシティ大塔一帯）、早岐新田（早岐駅一帯）、指方新田（独立行政法人高齢・障害・求職者雇用支援機構長崎支部長崎職業能力開発促進センター佐世保訓練センター（愛称：ポリテクセンター佐世保）一帯）、宮崎新田（広田工業団地一帯）、大手原塩田（長崎国際大学一帯）、赤子新田（ハウステンボス一帯）などの新田が開かれた。この時期に早岐港は針尾島と本土の渡し場として、また三川内焼の積出港として発展した。中世には山海の産物を持ち寄って物々交換をする「早岐茶市」が自然発生し、現在では毎年5月7-9日（初市）・17-19日（中市）・27-29日（後市）・6月7-9日（梅市）の4回に分けて行われている。
明治時代になり、九州鉄道が早岐駅まで開通し、大村駅まで延長されるまでの半年間、対岸の長与駅まで連絡船が設定された。
日露戦争開戦に備え、歩兵第24旅団は験担ぎのために早岐瀬戸の勝磯から大陸へ出撃した。現地には木越安綱司令官の歌碑が建っている。1944年（昭和19年）5月10日、太平洋戦争の激化に対応するために赤子新田に針尾海兵団が開設され、のちに海軍兵学校針尾分校も併設された。敗戦にともない、引揚者援護局に転用され、引揚者は対岸の南風崎駅から故郷に帰った。
戦後、新田を工業団地に転用すべく整備が推進されたが、工業用水が確保できず計画の多くは頓挫した。そのうち赤子新田はハウステンボスへの転用に成功している。